# Дом Меховых-Ворониных
Дом Меховых-Ворониных — историческое здание в Угличе. Один из старейших деревянных особняков в Ярославской области. Памятник архитектуры федерального значения.
Расположен в историческом центре города на берегу Каменного ручья, по адресу улица Каменская, 4.
Двухэтажное деревянное здание было построено в начале XVIII века. Во 2-й половине XIX — начале XX века домом владели мещане Меховые. До 1976 года здание оставалось жилым. После расселения его передали Угличскому краеведческому музею, дом реставрировали, но потом он был снят с баланса музея и стал бесхозным. В 2015 году архитекторы Центральных научно-реставрационных проектных мастерских разработали проект по реставрации дома.